# Дом Красильщиковых
Жилой дом Красильщиковых — ныне не существующий дом фабрикантов Красильщиковых, находившийся по адресу ул. Советская д. 17, г. Родники Ивановской области. Был лучшим в городе образцом архитектуры модерна.
Стоял на красной линии улицы, обращённый к ней топовым фасадом. Двухэтажный, рубленный в лапу дом с кирпичным цоколем и тесовой обшивкой верхней части стен (полностью обшита дворовая пристройка).

## Архитектура

### Экстерьер
Основной объём здания имел прямоугольную форму. К нему примыкали две башни, увенчанные шатровыми кровлями. В правой из них находилось крыльцо парадного входа. К дворовому торцу дома примыкала лестничная клетка. Характерный для модерна декор сосредоточен на главном фасаде. Умело обыгран контраст бревенчатых стен с участками, различно обшитыми тёсом и украшенными накладным орнаментом. Выразителен помещённый по оси главного входа орнаментальный стилизованный мотив. Стыки брёвен закрыты узкими тесинами с узором, сильно нависающий карниз опирался на кронштейны. Особую роль играли разнообразные по размерам и форме окна (одно- двух- и трёхчастные); на нижнем этаже некоторые из них были защищены навесами на фигурных кронштейнах. Наиболее нарядно выглядело крупное окно второго этажа в изысканном по рисунку обрамлении. Парадная дверь была декорирована фигурными филёнками.

### Интерьер
Внутри узкий Г-образный коридор разделял дом на две неравные части. От главного входа в коридор вело помещение-вестибюль в башнеобразном объёме с парадной лестницей в стиле модерн. По одну сторону коридора размещалась группа небольших служебных помещений, примыкающих к чёрной лестнице. По другую — жилые комнаты с кафельными печами и каминами, украшенными лепниной, имитирующей ренессансные мотивы.